# Jonas Smalakys
Jonas Smalakys (ur. 7 czerwca 1835 w Trumpaičiai w Prusach Wschodnich, obecnie Timiriaziewo w obwodzie królewieckim, zm. 8 maja 1901 w Tylży) – litewski działacz społeczny i kulturalny w Prusach Wschodnich, polityk i poseł do Reichstagu (1898–1901). 

## Życiorys
W 1859 brał udział we włoskich walkach o zjednoczenie kraju w ramach oddziałów Garibaldiego. Po powrocie do Niemiec przeszedł na pozycje konserwatywne i wraz z innymi działaczami założył w 1892 Litewską Partię Konserwatywną, na czele której stał do śmierci. Stał się znany ze względu na petycje słane do cesarza w obronie szkolnictwa litewskiego w rejencji gąbińskiej, których był inicjatorem.
W 1898 wybrano go w II turze posłem do Reichstagu z okręgu Kłajpeda–Szyłokarczma. Pokonał wówczas zwycięzcę pierwszej rundy hrabiego Walderseego, przeciwko któremu zjednoczyli się socjaliści i liberałowie, uzyskując 7,8 tys. głosów w okręgu. Mandat sprawował do śmierci. 
Od 1895 stał na czele Towarzystwa "Birutė", które stawiało sobie za cel ochronę litewskiego dziedzictwa kulturalnego. Przyjaźnił się i współpracował z poetą Jurgisem Zauerveinasem, działaczem społecznym Dovasem Zauniusem, Jonasem Basanavičiusem oraz Martynasem Jankusem.